# Transport promieniowania
Transport promieniowania – propagacja energii w postaci promieniowania elektromagnetycznego w różnych ośrodkach. Transport ten zależy od wielu procesów, m.in. od absorpcji, emisji i rozpraszania w ośrodku. Równanie transportu promieniowania opisuje ten proces matematycznie.
Równanie transportu promieniowania (ang. radiative transfer equation – RTE) znajduje zastosowanie w wielu dziedzinach m.in. w teledetekcji, fizyce atmosfery i oceanografii, astronomii oraz w optyce. Jednym z pierwszych przyczynków była praca Schuster’a z 1905 r. na temat rozpraszania wielokrotnego w zamglonej atmosferze.

## Równanie transferu promieniowania
Równanie transferu promieniowania opisuje w jaki sposób wiązka promieniowania, dla przykładu promieniowanie świecy, traci lub zyskuje energię podczas przechodzenia przez ośrodek np. powietrze. Wiązka traci energię przez absorpcję i rozpraszanie a zyskuje przez emisję i rozpraszanie w kierunku propagacji wiązki.
Różniczkowa forma równania transferu:
{\displaystyle {\frac {dI_{\nu }}{ds}}=j_{\nu }-\alpha _{\nu }I_{\nu }+\iint \sigma _{\nu }(\Omega ,\nu ')I_{\nu '}d\nu 'd\Omega ,}
gdzie:
{\displaystyle I} – natężenie padającego promieniowania,
{\displaystyle j_{\nu }} – człon źródłowy, opisuje promieniowanie własne ośrodka, promieniowanie to jest niezależne od natężenia promieniowania {\displaystyle I} wiązki,
{\displaystyle \alpha _{\nu }I_{\nu }} – opisuje absorpcję w ośrodku. Ilość absorbowanego promieniowania jest proporcjonalna do natężenia wiązki,
{\displaystyle \alpha _{\nu }} – współczynnik absorpcji ośrodka,
{\displaystyle \Omega } – kąt bryłowy,
{\displaystyle \nu '} – częstotliwość promieniowania.
Człon z całką opisuje procesy rozpraszania. Rozpraszanie jest zależne od zachodzących zjawisk w ośrodku, co opisuje zależny od kąta i częstotliwości współczynnik rozpraszania.
Przybliżenie dwustrumieniowe jest jedną z technik pozwalającą na szybkie rozwiązanie równania transportu promieniowania.